# Tiszaigar
Tiszaigar è un comune dell'Ungheria di 826 abitanti (dati 2015). È situato nella contea di Jász-Nagykun-Szolnok.